# El Pedrosillo
El Pedrosillo es una pedanía perteneciente al municipio de Castillo de las Guardas, situada en El Corredor de la Plata, en la Provincia de Sevilla.

## Historia
La pedanía aparece citada en el diccionario Geográfico Estadístico de Pascual Madoz en el siglo XIX. Con el auge de la minería en el entorno su población aumentó hasta bien entrado los sesenta del siglo XX, cuando en todo el municipio de Castillo de las Guardas comienza un rápido declive poblacional hasta la actualidad que lleva a la pedanía casi a la desaparición. Ha habido varios intentos en la última década para que el ayuntamiento de Castillo de las Guardas y Diputación de Sevilla se ocupen de la construcción de una plazoleta con una fuente de agua y bancos en la entrada del pueblo, al sitio que ocupa un antiguo solar o ruinas, para que sirva de descanso y tomar agua a aquellos que visitan la zona llena de montes y dehesa, así como para la celebración de las fiestas. En la actualidad, la pedanía no tiene ninguna plaza, iglesia o monumento.

## Demografía
El Pedrosillo se resiste de momento a ser un despoblado, de ahí la iniciativa vecinal y de antiguos pobladores de construcción de una plazoleta en la entrada del lugar para incentivar el turismo en la zona, así como la construcción de varias viviendas de VPO en la única calle que existe para relanzar la demografía de la pedanía. Hay censados dos personas en El Pedrosillo, si bien durante la semana suelen pasar por el pueblo de forma habitual personas dedicadas a labores agrícolas y guardas forestales.

## Zonas de interés
El Pedrosillo tiene una importante belleza natural en todo su entorno, por lo que durante los fines de semana suele aproximarse gente para contemplar la naturaleza de las dehesas y las vistas. Cercano a la pedanía se encuentran un dolmen de difícil acceso en la finca "El Caballero" y también la ribera del Guadiamar.
El Pedrosillo es una de las estaciones del sendero circular "Minas del Castillo" de 15,2 km, que recorre parte del término municipal de Castillo de las Guardas.

## Fiestas
Se sabe que antiguamente se celebraron ocasionalmente algunas fiestas en la pedanía de carácter religioso. Si bien, no existe en la actualidad ningún festejo oficial, se ha tomado el 11 de julio como fiesta de la pedanía de El Pedrosillo y San Benito Abad como patrón, a la espera de aprobarlo el consistorio del Ayuntamiento del Castillo de las Guardas. Si bien las celebraciones, para no coincidir con la de otras pedanías que celebran en julio o la del Castillo de las Guardas se celebrarían siempre en el primer sábado de agosto la fiesta del Pedrosillo.